# Michel Duran
Michel Duran (22 de abril de 1900 – 18 de febrero de 1994) fue un dramaturgo, guionista y actor teatral y cinematográfico de nacionalidad francesa.

## Biografía
Su nombre completo era Michel Joseph Durand, y nació en Lyon, Francia, siendo sus padres Michel Jacques Durand y Marie Exbrayat.
En junio de 1940 se casó en Valence con Marie Thérèse Henriette Théodora Besnard, nieta del pintor Albert Besnard. No tuvo hijos.
Michel Duran falleció en 1994 en Rambouillet, Francia.

## Televisión
- 1964 : Pierrots des alouettes, de Henri Spade (guionista)
- 1969 : Au théâtre ce soir : La mariée est trop belle, de Michel Duran, escenografía de Jacques Mauclair, dirección de Pierre Sabbagh, Teatro Marigny

## Cine
- 1924 : La Galerie des monstres, de Jaque Catelain (actor)
- 1931 : Amours viennoises, de Jean Choux y Robert Land (actor)
- 1934 : Mauvaise Graine, de Billy Wilder y Alexander Esway (actor)
- 1937 : Alexis, gentleman-chauffeur, de Max de Vaucorbeil (actor)
- 1938 : Belle Étoile, de Jacques de Baroncelli (guionista)
- 1939 : Fric-Frac, de Claude Autant-Lara y Maurice Lehmann (guionista)
- 1939 : Le Grand Élan, de Christian-Jaque (guionista)
- 1940 : Battement de cœur, de Henri Decoin (guionista)
- 1941 : Péchés de jeunesse, de Maurice Tourneur (guionista)
- 1941 : Premier Rendez-vous, de Henri Decoin (guionista)
- 1942 : Le Prince charmant, de Jean Boyer (guionista)
- 1942 : La Fausse Maîtresse, de André Cayatte (actor y guionista)
- 1944 : Cécile est morte, de Maurice Tourneur (guionista)
- 1945 : Fausse alerte, de Jacques de Baroncelli (guionista)
- 1945 : Dernier Métro, de Maurice de Canonge (guionista)
- 1946 : Le Couple idéal, de Bernard Roland y Raymond Rouleau (guionista)
- 1947 : En êtes vous bien sûr ?, de Jacques Houssin (guionista)
- 1947 : Les Aventures des Pieds-Nickelés, de Marcel Aboulker (guionista)
- 1952 : Allô je t'aime, de André Berthomieu (guionista)
- 1953 : Plume au vent, de Louis Cuny (guionista)
- 1959 : Mon pot' le gitan, de François Gir (guionista)
- 1964 : La Chasse à l'homme, de Édouard Molinaro (guionista)

## Teatro

### Autor
- 1931 : Amitié, con el nombre de Michel Mourguet, escenografía de Raymond Rouleau, Teatro de Marais, Bruselas
- 1932 : Amitié, como Michel Mourguet, escenografía de Raymond Rouleau, Teatro des Nouveautés, Teatro Saint-Georges
- 1934 : Liberté provisoire, escenografía de Jacques Baumer, Teatro Saint-Georges
- 1936 : Trois...Six...Neuf..., escenografía de Jean Wall, Teatro Michel
- 1938 : Barbara, Teatro Saint-Georges
- 1939 : Nous ne sommes pas mariés, Théâtre des Bouffes-Parisiens
- 1940 : Nous ne sommes pas mariés, Teatro Saint-Georges, Théâtre de Paris
- 1941 : Boléro, escenografía de Alfred Pasquali, Théâtre des Bouffes-Parisiens
- 1942 : Trois...Six...Neuf..., escenografía de Roland Armontel, Théâtre de Paris
- 1946 : Bonne Chance Denis, escenografía de Raymond Rouleau, Teatro de l'Œuvre
- 1947 : Liberté provisoire, Théâtre de la Ville
- 1947 : Boléro, Teatro Edouard VII
- 1948 : Premier Rendez-vous,  escrita con, Nancy y Théâtre de la Gaîté
- 1949 : Sincèrement, escenografía de Alice Cocéa, Teatro des Capucines
- 1950 : La mariée est trop belle, Teatro Saint-Georges
- 1952 : Sincèrement, escenografía de Alice Cocéa, Teatro del Ambigu-Comique
- 1953 : Faites-moi confiance, escenografía de Jean Meyer, Théâtre du Gymnase Marie-Bell
- 1954 : La Roulotte, Teatro Michel
- 1955 : José, Teatroo des Nouveautés
- 1957 : Mon cœur balance, escenografía de Alice Cocéa, Casino Municipal de Niza, Teatr Verlaine
- 1968 : Au théâtre ce soir : Boléro, escenografía de Alfred Pasquali, dirección de Pierre Sabbagh, Teatro Marigny
- 1969 : Au théâtre ce soir : La mariée est trop belle, escenografía de Jacques Mauclair, dirección de Pierre Sabbagh, Teatro Marigny
- 1972 : Au théâtre ce soir : Faites-moi confiance, escenografía de Alfred Pasquali, dirección de Pierre Sabbagh, Teatro Marigny
- 1977 : Au théâtre ce soir : Bonne Chance Denis, escenografía de Claude Nicot, dirección de Pierre Sabbagh, Teatro Marigny

### Actor
- 1924 : Chacun sa vérité y Un imbécile, de Luigi Pirandello, escenografía de Charles Dullin, Teatro de l'Atelier
- 1925 : La Femme silencieuse, de Ben Jonson, escenografía de Charles Dullin, Teatro de l'Atelier
- 1926 : La Comédie du bonheur, de Nicolas Evreïnoff, escenografía de Charles Dullin, Teatro de l'Atelier
- 1930 : Patchouli, de Armand Salacrou, escenografía de Charles Dullin, Teatro de l'Atelier
- 1934 : Liberté provisoire, de Michel Duran, escenografía de Jacques Baumer, Teatro Saint-Georges
- 1954 : La Roulotte, de Michel Duran, escenografía de Alfred Pasquali, Teatro Michel
- 1955 : L’Amour fou ou la première surprise, de André Roussin, escenografía del autor, Teatro de la Madeleine